# Écho (film, 2014)
Pour les articles homonymes, voir Écho.
Pour plus de détails, voir Fiche technique et Distribution.
Écho (Earth to Echo) est un film américain réalisé par Dave Green, sorti en 2014.

## Synopsis
Vivant au Nevada, Tuck, Munch et Alex sont les meilleurs amis du monde. Leur vie et leur amitié sont remises en cause par la construction d’une autoroute passant à travers leur quartier. Quelques jours avant de partir, ils découvrent sur leurs téléphones des messages étranges. Les trois jeunes amis décident alors de décrypter ces messages et ces signes et découvrent quelque chose d'extraordinaire... un mystérieux extraterrestre se cache sur Terre et il est activement recherché par les autorités. Tuck, Munch et Alex vont tout faire pour l'aider à repartir chez lui.

## Fiche technique
- Titre français : Écho
- Titre original : Earth to Echo
- Réalisation : Dave Green
- Scénario : Henry Gayden, d'après une histoire de Henry Gayden et Andrew Panay
- Direction artistique : Richard Bloom
- Décors : Kasra Farahani
- Photographie : Maxime Alexandre
- Montage : Crispin Struthers
- Musique : Joseph Trapanese
- Production : Robbie Brenner, Ryan Kavanaugh et Andrew Panay

Producteurs délégués : Mark Benton Johnson et Tucker Tooley
Coproducteur : Adam Blum
- Sociétés de production : Panay Films et Walt Disney Pictures
- Distribution :  Relativity Media,  Metropolitan Filmexport
- Pays d'origine :  États-Unis
- Langue originale : anglais
- Genre : science-fiction, found footage
- Durée : 91 minutes
- Dates de sortie[1] :
  - États-Unis / Canada : 2 juillet 2014
  - France : 30 juillet 2014[2]

## Distribution
- Teo Halm (en) (VF : Max Renaudin) : Alex Nichols
- Brian « Astro » Bradley (en) (VF : Gabriel Bismuth-Bienaimé) : Tuck Simms
- Reese Hartwig : Reginald « Munch » Barrett
- Ella Wahlestedt : Emma
- Jason Gray-Stanford : Dr Lawrence Madsen
- Algee Smith (VF : Mohad Sanou) : Marcus Simms, le père de Tuck
- Cassius Willis (en) : Calvin Simms
- Sonya Leslie (VF : Jacky Tavernier) : Theresa Simms, la mère de Tuck
- Kerry O'Malley : Janice Douglas
- Virginia Louise Smith : Betty Barrett
- Peter Mackenzie (VF : Patrick Béthune) : le père d'Emma
- Valerie Wildman : Christine Hastings, la mère d'Emma
- Mary Pat Gleason (VF : Catherine Artigala) : Dusty
- Myk Watford : Blake Douglas
- Tiffany Espensen : Charlie
- Israel Broussard : Cameron
- Drake Kemper : Mookie
- Chris Wylde : l'agent de sécurité
- Brooke Dillman (en) : la serveuse
- Arthur Darbinyan : le propriétaire de la boutique
- Samantha Elizondo : une étudiante (non crédité)

 Source et légende : version française (VF) sur RS Doublage

## Box Office
- Le film, doté d'un budget de 13 millions d'USD, a rapporté plus de 45 millions d'USD de recettes mondiales au box office[4].